# Bushbuckridge
Bushbuckridge es un municipio local sudafricano situado en el distrito de Ehlanzeni, en la provincia de Mpumalanga.

## Superficie
Bushbuckridge tiene una superficie de 10 248 km².

## Demografía
En 2022, tenía 750 821 habitantes, una densidad poblacional de 73,27 hab./km², y 167 927 viviendas.